# 斜蝴蝶魚
斜蝴蝶魚，為輻鰭魚綱鱸形目蝴蝶魚科的其中一種。

## 分布
本魚分布在東印度洋的聖誕島及中太平洋的吉里巴斯及馬貴斯群島等海域。

## 特徵
本魚體側扁，吻短。體色淡灰色，身體密布許多排列整齊的黑色小斑點，體下半部較細。頭部有一黃色條紋通過眼睛，體側有一寬黑大斜帶，從背鰭硬棘第四根向又下延伸至臀鰭基部。背鰭、尾鰭、臀鰭軟條部黃色，背鰭具白邊。體長可達12公分。

## 生態
本魚棲息在深度較深的岩質與砂質底部的海域。

## 經濟利用
可當作觀賞魚。